# Aleksa Kertis
Aleksa Kertis (engl. Alexa Curtis, 4. januar 2004, Gould Koust) je australijska pevačica i pobednica takmičenja The Voice Kids Australia. Interno je izabrana da predstavlja Australiju na Dečjoj pesmi Evrovizije 2016. u Valeti, na Malti.

## Biografija
Rođena je 4. januara 2004. u Gould Koustu, u Australiji. Njeni roditelji Toni i Mišel Kertis i stariji brat Ajdan prvobitno su živeli u Oklandu, na Novom Zelandu pre nego što su emigrirali u Australiju 2002. godine. Pobedila je na takmičenju The Voice Kids Australia u 2014. Potpisala je ugovor sa australijskom Univerzalnom muzičkom grupom.

## Dečja Pesma Evrovizije
Aleksa je u septembru 2016. interno izabrana da prestavlja Australiju na Dečjoj pesmi Evrovizije 2016. Njena pesma We Are (srp. Mi smo) objavljena je u oktobru 2016. Takmičenje će se održati 20. novembra 2016. u Valeti, glavnom gradu Malte.

## Diskografija

### Singlovi
| Godina | Naziv | "Peak chart" pozicije | Album |
| Godina | Naziv | AUS         | Album |
| ------ | ----- | ----------- | ----- |
| 2014   | "     | —           | N/D   |
| 2016   | "     | —           | N/D   |

### Gostovanja
| Godina | Naziv | Album |
| ------ | ----- | ----- |
| 2014   | "     |       |
| 2014   | "     |       |

## Spoljašnje veze
- Aleksa Kertis na Instagramu.
- Zvanični veb-sajt